# Linton Harry Foulds
Linton Harry Foulds CBE (* 25. März 1897 in Clayton (Yorkshire); † 30. September 1952) war ein britischer Diplomat.

## Leben
Nach dem Schulbesuch studierte Foulds am Trinity College der Universität Cambridge, wo er einen Master-Abschluss erwarb. Nach dem Bestehen der Eingangsprüfung am 11. April 1921 wurde er als studentischer Übersetzer (Student Interpreter) in den britischen diplomatischen Dienst aufgenommen und mit Ernennungsdatum vom 31. Mai 1921 dem britischen Konsulardienst in Japan zugeteilt.
In Japan wurde Foulds zunächst vom 31. Mai 1921 bis zum 3. November 1924 als geschäftsführender Vizekonsul in Yokohama eingesetzt. Anschließend war er vom 16. August 1925 bis 8. März 1927 als geschäftsführender Vizekonsul in Manila. Vertretungsweise fungierte er dort auch als geschäftsführender Generalkonsul (24. April bis 6. Mai 1926 geschäftsführender Generalkonsul). Es folgten Verwendungen als geschäftsführender Vizekonsul in Kobe (Juni 1927 bis 5. November 1928) und Oska (ab Juni 1927). Ab dem 26. Juli 1929 wurde Foulds erneut als geschäftsführender Vizekonsul in Manila verwendet. Zum 1. Februar 1930 folgte die Beförderung zum regulären Vizekonsul befördert.
Vom 9. Februar bis zum 5. Mai 1934 wurde er im Foreign Office eingesetzt. Zum 1. Januar 1935 wurde er zum Konsul (2. Klasse) in Manila ernannt. Interimistisch nahm er vom 23. März bis zum 18. Dezember 1936 außerdem die Geschäfte des dortigen Generalkonsuls wahr. Am 21. Juli 1936 wurde er zum Konsul (1. Klasse) in Dairen befördert.
Ab dem 4. Juni 1941 wurde Foulds wieder im Foreign Office in London beschäftigt. Dort wurde er am 16. Juli 1942 zum Konsul in the Foreign Office ernannt. Am 18. Oktober 1945 folgte die Beförderung zum Foreign Service Officer (6. Klasse). Seit 1. Januar 1946 war er ein Commander of the British Empire.
Am 22. September 1946 wurde Foulds unter Beförderung zum Foreign Service Officer (5. Klasse) befördert und zum Außerordentlichen Gesandten und bevollmächtigte Minister (Minister Plenipotentiary) der britischen Regierung in Manila ernannt. Auf diesem Posten verblieb er bis zu seiner Pensionierung am 19. November 1951.

## Familie
Seit 1925 war Foulds mit Catherine Mary Robinson verheiratet, mit der er eine Tochter hatte.